# Orkanen Andrew
Orkanen Andrew var en mycket kraftig tropisk cyklon som drabbade södra Florida och Louisiana i augusti 1992. Andrew är en av endast tre tropiska cykloner med kategori 5 (högsta kategorin) som drabbat USA. Andrew var också tills sommaren 2005 den värsta naturkatastrof som drabbat USA när det gäller materiella skador (Orkanen Katrina har nu övertagit den positionen med bred marginal).
Andrew föddes ur ett band med mycket kraftiga åskoväder som rörde sig västerut över Atlanten väster om Kap Verde öarna. Åskovädren bildade ett tropiskt lågtryck 16 augusti som dagen efter nått stormstyrka. Därmed fick ovädret också ett namn enligt den i förväg uppgjorda listan för tropiska cykloner i Atlanten.
Följande sex dagarna hände inte så mycket med Andrew, men 22 augusti inleddes en kraftig intensifiering. Redan dagen efter hade ovädret nått kategori 4 med vindar på över 60 m/s (216 km/h). Andrew orsakade stora skador på Bahamasöarna men försvagades något. Orkanvarning var utfärdad för södra Florida sedan tidigare, och efter att passerat Bahamas intensifierades orkanen mycket snabbt innan Andrews öga (cyklonens/orkanens centrum) nådde sydligaste Florida, nära staden Homestead 24 augusti. Efter att ha passerat Florida satte en försvagad Andrew kurs mot Louisiana och nådde dit som en kategori 3 orkan 28 augusti. Även här orsakade orkanen stora skador.
Monsterovädret orsakade enorma skador i Florida, över 200 000 Floridabor blev hemlösa och de materiella skadorna beräknas bara i Florida uppgått till 26 miljarder dollar i 1992 års penningvärde. Och de hade säkerligen varit mycket större om orkanens öga nått Florida lite längre norrut. Då hade Miami och Fort Lauderdale hamnat mitt i orkanens mest intensiva del. Även en flygbas tillhörande amerikanska flygvapnet blev totalförstörd. Den officiella dödssiffran stannade vid 23 i Florida, 4 på Bahamas och 3 i Louisiana.
Andrew klassades först "bara" som en kraftig kategori 4 orkan men har senare uppgraderats till en femma efter att man undersökt vilka skador ovädret orsakade. Lufttrycket var när ögat nådde Florida 922 hektopascal. Medelvindhastigheten beräknas till ca 75 m/s, 270 km/h, betydligt högre i vindbyarna. På flera ställen blåste vindmätarna sönder så någon exakt mätning av de högsta vindhastigheterna finns inte. Av skadorna att döma torde det emellertid förekommit vindbyar på uppemot 90 m/sek, över 320 km/h. De största skadorna åstadkoms av så kallade vortexes (engelska), trombliknande vindar som krossade allt som kom i vägen. Det fanns tusentals sådana inbäddade i orkanen.